# 夜の国
『夜の国』（よるのくに）は、studio daisy制作による日本のWebアニメ。2021年4月16日よりYouTubeのAimer公式チャンネルにて配信されている。1話約7 - 10分の短編アニメ。
監督をりょーちも、主題歌をAimerが担当するオリジナルアニメプロジェクト。

## 登場キャラクター
ヨル
声 - 諏訪部順一
夜の国の住人。大きな鳥のような姿をしている。
千夜
声 - 久野美咲
第1夜の主人公。愛犬・チョコが死んでから感情をうまく表現できない。
紬（つむぎ）
声 - 新田恵海
第2夜の主人公。人見知りであり、親友の陽菜（声 - 松井恵理子）と交換日記をしている。
暁（あき）
声 - M・A・O
第3夜の主人公。夢をあきらめた就活生。

## スタッフ
- 監督・デザイン原案 - りょーちも[2]
- シナリオ - 高久麗[2]
- コンセプトアート・カラースクリプト - 高原さと[2]
- キャラクターデザイン - 福田裕也[1]（第1夜）、近岡直[3][4]（第1夜はサブキャラクターデザイン[1]）
- 美術監督 - 青井孝[1][3]（第1夜・第2夜）、鷹野香織[4]（第3夜）
- 色彩設計 - 渡部夏美[2]
- 撮影監督・編集 - 清水理央[2]
- 音響制作 - Ai Addiction[2]
- 音楽 - 南方裕里衣[2]
- 音楽制作 - フジパシフィックミュージック
- プロデューサー（第2夜・第3夜） - 山村日向、高久麗、竹内徹、原田絵美
- アニメーション制作 - studio daisy[2]

## 主題歌
Aimerの楽曲を使用しており、第1夜主題歌は「トリル」、第2夜主題歌は「グレースノート」、第3夜主題歌は「星の消えた夜に -rit. ver.-」。
いずれも作詞はAimerrhythm、作曲は飛内将太、編曲は玉井健二と飛内将太。

## 各話リスト
| 話数 | タイトル       | 絵コンテ   | 配信日        |
| --- | -------------- | ---------- | ------------- |
| 第1夜 | -22時の案内人- | りょーちも | 2021年4月16日 |
| ある夜、千夜は不思議な世界に迷い込み、ヨルと出会う。夜の国では願いが叶うことを知った千夜は、死んだ愛犬のチョコに会いたいと願う。当初チョコは見つからなかったが、千夜の会いたいと思う気持ちがヨルに伝わったことで、チョコと再会し、チョコは千夜の心の中で生きていると知る。                                                               |                |            |               |
| 第2夜 | -26時の探し物- | 福田裕也   | 6月4日        |
| 親友同士の紬と陽菜が2人で行っていた交換日記に、陽菜の新しい友達である琴子も加えようという話になるが、紬はそれを受け入れられず、交換日記を捨てる。気が付くと紬は夜の国に迷い込み、ヨルと共に出口を探す。その中で、自分も昔、琴子と同様に陽菜に話しかけて貰ったことで仲良くなったことを思い出す。                                          |                |            |               |
| 第3夜 | -4時の手紙-    | りょーちも | 9月12日       |
| 画家になる夢を諦めた暁は、就職活動もうまくいかず、画材道具を処分する中で手紙を発見する。それには、自分が高校生のころに自分らしく生きればいいとアドバイスをくれた人物への感謝が綴られていた。暁はその相手が誰かを思い出せずにいたが、夜空を見たことでヨルのことを思い出す。暁はヨルへ、感謝と決意を込めた手紙を書き、再び絵を描き始める。 |                |            |               |